# 快傑ゾロ (アニメ)
『快傑ゾロ』（かいけつゾロ）は、東宝・葦プロダクション製作の日本のテレビアニメ。1996年4月5日から1997年3月28日までNHK BS2の衛星アニメ劇場にて放映された。全52話。
原作はこれまでに何度も映画化されるなど世界各国で親しまれているジョンストン・マッカレーのヒーロー小説『快傑ゾロ』。本作は日本国外で放送されることを前提に制作され、日本以外の各国では1993年頃～1997年頃に順次放送された。

## ストーリー
アメリカのカリフォルニアがスペインの領土だった頃の18世紀末。カリフォルニアに属するサンタスコのベガ家の御曹司・ディエゴは、スペイン留学中に届いた父親の手紙から、故郷・サンタスコの人々がレイモン司令官率いるスペイン軍の悪政に苦しめられていると知り帰国を決意する。将来を渇望されたディエゴが戻って来る知らせを受けて喜ぶサンタスコの人々だが、帰国したディエゴはぐうたらで意気地なしの怠け者になっていた。
時を同じくして、軍の魔の手から人々を救う正体不明の黒い仮面を纏った正義の剣士・ゾロが現れ、救世主と称賛される。実はゾロの正体はディエゴその人であり、周囲を欺くためにどうしようもないボンクラのふりをしていたのだった。ゾロの正体がディエゴだと見抜いた弟分の少年・ベルナルドもゾロの相棒リトル・ゾロとして仲間に加わり、ゾロと軍の戦いは続くのだった。

## 登場人物
ドン・ディエゴ・ベガ / ゾロ
声 - 関俊彦
本作の主人公。18歳。サンタスコ一番の大農場主であるベガ家の御曹司。民衆を苦しめる軍隊やならず者と戦い、弱きを助ける仮面の剣士・ゾロという、もう1つの顔を持つ。
子供の頃から正義感が強く勇敢な性格で一目置かれていたが、留学先のスペイン本国から帰国後は暢気でぐうたらで軟弱なボンクラに変貌し（本人曰く「遊びすぎて勉強をサボり退学になった」）、周囲を大いに落胆させたが、基本的には善良なので「臆病者」と馬鹿にされてはいても嫌われてはいない。実際のところ、全てはゾロの正体を悟られないようにするための演技であり、本来の彼は賢く洞察力に長けた理性的な人物で、並外れた剣の腕前と抜群の身体能力の持ち主。劣等生だったのも真っ赤な嘘であり、実は優秀な成績で大学を卒業している。とはいえ、演技を通すのも楽ではなく、演技に四苦八苦している姿も見せている。
誕生日は8月で獅子座。血液型はB型。
原作及び他媒体のディエゴは黒目黒髪のラテン系らしい容姿だが、本作では金髪蒼眼になっている。
ロリタ・プリド
声 - 川村万梨阿
本作のヒロイン。17歳。ディエゴの幼馴染で親同士が決めた婚約者だが、本人たちはまんざらでもない様子。ブロンドの美人だが勝ち気で負けん気の強いじゃじゃ馬娘。正義感の強い性格で悪政を敷く軍に反発している。幼い頃は大人しい性格で、よくいじめられていた所をディエゴに庇われていた。留学中のディエゴと文通をしながらその帰りを待っていたが、弱虫のどら息子に成り下がったディエゴに戸惑う。あまりの情けなさに呆れてゾロに熱を上げるが、ディエゴを見捨てられずに世話を焼いていた。ただし結局の所はゾロよりもディエゴの方が好きらしく、次第に人畜無害でのんびりした今のディエゴにも馴染んでいくに連れて、ゾロへの憧れも薄れていった模様。
ベルナルド / リトル・ゾロ
声 - 松本梨香
ディエゴの弟分で孤児の少年。年齢は10歳くらいで町の少年たちのリーダー的存在。やんちゃだが年のわりにしっかり者で、何かと機転が利く。幼い頃高熱を出して倒れていたのをディエゴに発見され、ベガ家の使用人になった。兄弟同然に育ったディエゴを実の兄のように慕っており、ディエゴが変わるはずがないと信じていたため、すぐにゾロの正体を見破った。押しかけ同然でゾロの一番弟子リトル・ゾロを名乗り、ディエゴをサポートする。
レイモン司令官
声 - 小杉十郎太
サンタスコに赴任したスペイン軍の司令官。上司である総督が不在がちなのを良いことに、軍を掌握して恐怖政治を敷くサンタスコの実質的支配者。冷酷非情な野心家で、女子供や老人にも容赦しない卑劣な性格。後にサンタスコの支配だけでは飽き足らず、総督を暗殺してカリフォルニアを独立させ支配する野望を抱き、悪徳企業・南インド貿易と共謀してクーデターを計画する。原作のラモンに相当するが、ロリタへの恋心はガブリエルに引き継がれた模様。
ガブリエル少尉
声 - 堀内賢雄
レイモンの腹心の部下で、こちらも例に漏れず悪徳軍人。うぬぼれが強くキザで横暴な自信家で、美しいものを好み宝石などの光り物が大好き。一目惚れしたのかロリタに心底惚れ込んでいるが全く相手にされておらず、それでもめげずにしつこく言い寄っている。軍隊きっての剣の達人だが、恋敵でもあるゾロには毎度敗北を喫しており目の敵にしている。原作におけるラモン（レイモン）の役割を二分するキャラクター。
ゴンザレス軍曹
声 - 塩屋浩三
レイモンの部下の軍人だが、悪人ではない。恰幅の良い大食漢でうだつの上がらない気弱な性格だが、陽気な憎めない人物で軍人には珍しく人々から好かれている。美人にめっぽう弱くて惚れっぽく、恋をしては振られてばかりいる。特に上機嫌の時には軍の情報をぽろぽろと喋ってしまう癖があり、ディエゴに酒や食べ物をおごられては情報を聞き出されている。年齢は22歳。貧しい百姓の出で母親に楽をさせたくて入隊したらしく、食べ物に服や寝る場所にも困らない軍は天職とのこと。
ドン・アレハンドロ・ベガ声 - 沢木郁也
ディエゴの父でベガ家の当主。温厚で冷静沈着かつ公正な人物で人々からの信頼は厚く、軍の思う通りにならないためにレイモンから目の敵にされてしまっている。ゾロの正体がディエゴであることには薄々気が付いていたらしい。
マリア
声 - 峰あつ子
ベガ家の家政婦。幼い頃に母を亡くしたディエゴの母親代わりで、ベガ家の使用人をまとめ上げ家事仕事を一手に取り仕切るベガ家に欠かせない存在。幼い頃から勇敢な性格だったディエゴを自慢がっており、帰国後の彼の変わり様をひどく嘆いていた。
ニキータ
声 - 大谷育江
ベルナルドが想いを寄せるプラタ家の令嬢。ベルナルドと友達で、いつの間にか町の少年たちの仲間に加わっていた。
ビエット
ゾロの愛馬で、普段はベガ家裏のディエゴの部屋に繋がる洞穴で飼われている。ゾロやリトル・ゾロが口笛を吹くとどこからともなく現れ、ゾロたちの窮地を救うことも多い賢馬。
タックル
ディエゴの愛犬。狩猟犬で主人の命令を忠実にこなす名犬だが、普段はディエゴ同様にだらけてばかりいるのでマリアに愚痴をこぼされている。
フィガロ
声 - 黒瀬浩二
ベルナルドが拾ってきたブルドッグの子犬で、ベルナルドの愛犬。タックルに負けず劣らず頭が良く、悪知恵も回る様子。
ドン・カルロス・プリド
声 - 飯塚昭三
ロリタの父で地主。お人好しで良く言えばおおらか・悪く言えば大雑把でいい加減な性格のせいか悪人に騙されやすく、多額の借金を背負い込んでしまい没落している。夫婦揃って金銭欲が強く、一人娘のロリタを金持ちと婚約させたがっているが、ロリタの幸せを願う親心も持ち合わせている。
ドニャ・カタリナ・プリド
声 - 滝沢久美子
ロリタの母。ロリタに負けず劣らずミーハーな性格で、ゾロに熱を上げている。夫・カルロスとの夫婦仲は良好だが、若い頃に贅沢が出来ると思ってカルロスの求婚に応じたものの、実は借金まみれで苦労ばかりする羽目になり大変だったとうっかり口を滑らせた事もあり、その経験もあってロリタを金持ちで条件の良い若者と結婚させたがっている。
ジキール大尉
声 - 笹岡繁蔵
スペイン本国より派遣された叩き上げのベテラン軍人。軍は市民のために存在すべきと考える誇り高い人物で、頑固一徹な性格と思いきや柔軟な思考の持ち主。押しに弱いところがあり、腐敗しきったレイモンのやり口に反発を覚えながらもしぶしぶ命令に従っている。意外にも農民の生まれで、畑仕事の大切さに理解がある。
プラシド少尉
声 - 森川智之
スペイン本国より派遣された青年少尉でボウガンの名手。幼い頃軍人に命を救われたことで軍を志し、理想に燃える直情的な正義漢。ジキールと志を同じくする。
総督
声 - 阪脩
レイモンの直属の上司で、スペイン王家に代わってカリフォルニア全域の統治を任されている。妻を置いてアメリカに単身赴任しており、カリフォルニア各地を飛び回っているらしい。
テオ・アンジェロ
声 - 松本保典
ディエゴの大学時代の先輩。ディエゴの剣の師匠で、ディエゴも敵わないほどの剣の腕前を持つ。「人を助けるのが剣の道」という信条を持っていたが、裕福とは言えない家庭で両親が医者にかかれず病死した事から、世の中金が全てと考えるようになってしまう。ゾロ暗殺の殺し屋として雇われるが、剣の筋からゾロの正体がディエゴだと見抜き苦悩する。殺し屋としてゾロを殺そうと対決する。
マッカレー
声 - 中村大樹
ディエゴの大学時代の親友。マイペースな変わり者で、夢は小説家になる事。ゾロの正体を探り逮捕にこぎつければ一躍ベストセラー作家になれると踏んでサンタスコにやって来るが、ひょんな事からディエゴがゾロの正体だと気づく。自分の情報が元でディエゴが軍に疑われ捕まってしまい、リトル・ゾロと協力して自分はゾロに扮しディエゴを救出。いつか必ずディエゴの活躍を本にすると宣言して帰国し、後に「快傑ゾロ」を執筆することとなる。原作者・ジョンストン・マッカレー本人である。

## スタッフ
- 原作 - ジョンストン・マッカレー
- 企画 - 藤原正道
- プロデューサー - 大場龍男、福与雅子、加藤博
- 監督 - 箕ノ口克己
- シリーズ構成 - 富田祐弘
- キャラクターデザイン - 高谷浩利
- 美術監督 - 宮前光春
- 撮影監督 - 橋本和典
- 音楽 - 飛澤宏元
- 音響監督 - 田中英行
- 色彩設定 - 岩沢れい子
- アニメーション制作 - 葦プロダクション
- 製作 - 東宝株式会社、モンドTV（イタリア語版）（イタリア※日本語版ではノンクレジット[2]）、ロイヤル・ピクチャーズ（フランス※ノンクレジット[2]）

## 主題歌
- オープニングテーマ「ZORRO」
  - 作詞 - 有森聡美、作曲・編曲 - 飛澤宏元、歌 - 遠藤正明
- エンディングテーマ「誓い」
  - 作詞 - 有森聡美、作曲・編曲 - 飛澤宏元、歌 - 遠藤正明

## 各話リスト
| 話 | 放送日         | サブタイトル               | 脚本       | 絵コンテ       | 演出       | 作画監督   |
| -- | -------------- | -------------------------- | ---------- | -------------- | ---------- | ---------- |
| 1  | 1996年 4月5日  | 正義のサインは"Z"          | 富田祐弘   | 箕ノ口克己     | 箕ノ口克己 | 高谷浩利   |
| 2  | 4月19日        | リトル・ゾロ登場           | 富田祐弘   | 箕ノ口克己     | 箕ノ口克己 | 香川久     |
| 3  | 4月26日        | ガブリエルの陰謀           | 平野靖士   | 志田正広       | 平野謙一   | 香川久     |
| 4  | 5月10日        | 友よ、目をさませ!          | 静谷伊佐夫 | 松村康弘       | 松村康弘   | 宮田奈保美 |
| 5  | 5月17日        | かくされた父の秘密         | 山田隆司   | 竹之内和久     | 株本毅     | 馬場俊子   |
| 6  | 5月24日        | 赤い宝石の罠               | 園田英樹   | 日下直義       | 阿宮正和   | 森中正春   |
| 7  | 5月31日        | ねらわれた遺産             | 山田隆司   | 山口武志       | 山口武志   | 松岡秀明   |
| 8  | 6月7日         | 殺しのフラメンコ・ギター   | 平野靖士   | 松浦錠平       | 松浦錠平   | 森利夫     |
| 9  | 6月14日        | 海賊の宝を探せ             | 園田英樹   | 松村康弘       | 松村康弘   | 宮田奈保美 |
| 10 | 6月21日        | 幽霊になったディエゴ       | 富田祐弘   | 横田和         | 株本毅     | 馬場俊子   |
| 11 | 6月28日        | リトル・ゾロの大冒険       | 静谷伊佐夫 | 芹川有吾       | 木村真一郎 | 水畑健二   |
| 12 | 7月5日         | 迷犬フィガロの初手柄       | 山田隆司   | 粟井重紀       | 佐藤育郎   | 松岡秀明   |
| 13 | 7月12日        | 大活躍!リトル騎士          | 静谷伊佐夫 | 又野弘道       | 阿宮正和   | 森中正春   |
| 14 | 7月19日        | 危険な駅馬車               | 富田祐弘   | 松浦錠平       | 新房昭之   | 清山滋崇   |
| 15 | 7月26日        | ロリタのキスは誰のもの?    | 富田祐弘   | 松村康弘       | 松村康弘   | 宮田奈保美 |
| 16 | 8月2日         | ジパングの宝刀             | 平野靖士   | 菊池一仁       | 久志秀彰   | 馬場俊子   |
| 17 | 8月9日         | 追いつめられたゾロ         | 山田隆司   | 平野謙一       | 平野謙一   | 佐藤敬二   |
| 18 | 8月16日        | 名探偵ディエゴ             | 平野靖士   | 阿宮正和       | 阿宮正和   | 森中正春   |
| 19 | 8月23日        | 恐怖のカラクリ館           | 富田祐弘   | 新房昭之       | 新房昭之   | 清山滋崇   |
| 20 | 8月30日        | ゾロに復讐する少年         | 静谷伊佐夫 | 横田和         | 久志秀彰   | 馬場俊子   |
| 21 | 9月6日         | 飛べ!夢の翼                | 園田英樹   | 小華和ためお   | 箕ノ口克己 | 松本勝次   |
| 22 | 9月13日        | オレは泥棒じゃない!        | 平野靖士   | 新房昭之       | 新房昭之   | 清山滋崇   |
| 23 | 9月20日        | スペインから来た花嫁       | 寺田憲史   | 阿宮正和       | 阿宮正和   | 森中正春   |
| 24 | 9月27日        | 民衆の敵レイモン!          | 富田祐弘   | 横田和         | 久志秀彰   | 馬場俊子   |
| 25 | 10月4日        | ピエロの涙                 | 山田隆司   | 新房昭之       | 新房昭之   | 清山滋崇   |
| 26 | 10月11日       | 嘘つき少女ペピータ         | 富田祐弘   | 片渕須直       | 片渕須直   | 遠藤正明   |
| 27 | 10月18日       | おてんば奥様とリトル・ゾロ | 園田英樹   | 横田和         | 横田和     | 新保卓郎   |
| 28 | 10月25日       | 呪われた遺跡               | 静谷伊佐夫 | 箕ノ口克己     | 平野謙一   | 松本勝次   |
| 29 | 11月15日       | モナリザは泣いている       | 平野靖士   | 横田和         | 久志秀彰   | 馬場俊子   |
| 30 | 11月22日       | 初恋しました!ゴンザレス    | 静谷伊佐夫 | 新房昭之       | 新房昭之   | 清山滋崇   |
| 31 | 12月6日        | 南インド貿易の悪だくみ     | 平野靖士   | 村田和也       | 村田和也   | 遠藤正明   |
| 32 | 12月13日       | 酔いどれ医者のメス         | 山田隆司   | 阿宮正和       | 平野謙一   | 松本勝次   |
| 33 | 12月20日       | とんだ貴公子               | 平野靖士   | 鈴木敏明       | 鈴木敏明   | 堀澤聡志   |
| 34 | 12月27日       | ゾロ暗殺指令               | 静谷伊佐夫 | 遠藤徹哉       | 藤本義孝   | 高見明男   |
| 35 | 1997年 1月10日 | こりずに恋したゴンザレス   | 富田祐弘   | 横田和         | 鈴木敏明   | 堀澤聡志   |
| 36 | 1月17日        | ついにバレた!? ゾロの正体  | 静谷伊佐夫 | 横田和         | 横田和     | 馬場俊子   |
| 37 | 1月24日        | ディエゴがグレた!?         | 静谷伊佐夫 | 阿宮正和       | 阿宮正和   | 森中正春   |
| 38 | 1月31日        | 謎の発明オバサン登場       | 平野靖士   | やまざきかずお | 渡辺健一郎 | 小山善孝   |
| 39 | 2月7日         | 嵐の中の戦い               | 平野靖士   | 新房昭之       | 矢吹勉     | 清山滋崇   |
| 40 | 2月14日        | 偽ゾロは女剣士             | 富田祐弘   | 横田和         | 横田和     | 馬場俊子   |
| 41 | 2月21日        | ロリタよ、銃を取れ!        | 静谷伊佐夫 | 矢吹勉         | 矢吹勉     | 清山滋崇   |
| 42 | 2月28日        | ニンジャ・マジックの罠     | 桶谷顕     | 遠藤徹哉       | 藤本義孝   | 高見明男   |
| 43 | 未放送         | 怪物があらわれた!?         | 園田英樹   | 阿宮正和       | 阿宮正和   | 森中正春   |
| 44 | 未放送         | ガブリエルの謀反           | 静谷伊佐夫 | 横田和         | 横田和     | 馬場俊子   |
| 45 | 未放送         | 神の森の伝説               | 平野靖士   | やまざきかずお | 渡辺健一郎 | 小山善孝   |
| 46 | 未放送         | ゾロの首飛んだ!            | 平野靖士   | やまざきかずお | 渡辺健一郎 | 小山善孝   |
| 47 | 3月7日         | 総督誘拐大作戦             | 園田英樹   | 矢吹勉         | 矢吹勉     | 清山滋崇   |
| 48 | 未放送         | 正義の軍人プラシド         | 桶谷顕     | 鈴木敏明       | 鈴木敏明   | 堀澤聡志   |
| 49 | 未放送         | さらば軍よ                 | 園田英樹   | 八谷賢一       | 阿宮正和   | 森中正春   |
| 50 | 3月14日        | 悪魔の大砲を壊せ!          | 富田祐弘   | 遠藤徹哉       | 藤本義孝   | 高谷浩利   |
| 51 | 3月21日        | レイモン・崩壊への序曲     | 富田祐弘   | 片渕須直       | 片渕須直   | 遠藤正明   |
| 52 | 3月28日        | 正義の剣は永遠に           | 富田祐弘   | 箕ノ口克己     | 平野謙一   | 林委千夫   |

## 映像ソフト/配信
日本国内におけるソフト化や配信は現状として行われていない（2023年現在）。